# Solenocystis
Solenocystis is een geslacht van zee-egels uit de familie Pourtalesiidae.

## Soorten
- Solenocystis imitans Mironov, 2008